# Frank Maxwell
Frank Maxwell (* 17. November 1916 in New York City; † 4. August 2004 in Santa Monica, Kalifornien) war ein US-amerikanischer Schauspieler.

## Leben und Karriere
Sein Fernsehdebüt gab er 1951, wo er anschließend in vielen Serien Gastrollen übernahm. So spielte er unter anderem in Perry Mason, Mike Hammer, Kobra, übernehmen Sie, Quincy – besonders häufig spielte er dabei Autoritätsfiguren. Seine langlebigste Fernsehrolle übernahm er von 1978 bis 1990 als Dan Rooney in der Seifenoper General Hospital.
Ab Ende der 1950er-Jahre folgten auch Auftritte in zahlreichen Filmen, wie 1958 an der Seite von Montgomery Clift und Myrna Loy in Das Leben ist Lüge, 1961 neben Lana Turner und Jason Robards in Und die Nacht wird schweigen und mit William Shatner in Roger Cormans Weißer Terror. In letzterem Film hatte er eine seiner umfangreichsten Filmrollen als Zeitungsredakteur, der sich gegen den Rassismus in seiner Heimatstadt einzusetzen beginnt und dafür teuer bezahlen muss.
Frank Maxwell war in erster Ehe mit der Schauspielerin Maxine Stuart verheiratet, aus der eine gemeinsame Tochter hervorgeht. Mit seiner zweiten Frau, der Schauspielerin Rita Lynn, war er bis zu ihrem Krebstod 1996 verheiratet. Frank Maxwell starb 2004 im Alter von 87 Jahren an Herzversagen.

## Filmografie (Auswahl)
- 1957: The Violators
- 1958: Das Leben ist Lüge (Lonelyhearts)
- 1960: Der Kommandant (The Mountain Road)
- 1961: Ein charmanter Hochstapler (The Great Impostor)
- 1961: Ada
- 1962: Weißer Terror (The Intruder)
- 1963: Die Folterkammer des Hexenjägers (The Haunted Palace)
- 1965: Nymphomania (A Rage to Live)
- 1966: Madame X
- 1966: Die wilden Engel (The Wild Angels)
- 1974: Das Gesetz bin ich (Mr. Majestyk)
- 1977: M*A*S*H (Fernsehserie, eine Folge)
- 1978–1990: General Hospital (Fernsehserie)
- 1981: Die Erwählten (The Chosen)
- 2000: Amy Stiller’s Breast (Kurzfilm)